# Cassagnoles, Gard
Cassagnoles là một xã trong tỉnh Gard thuộc vùng Occitanie, phía nam nước Pháp. Xã Cassagnoles, Gard nằm ở khu vực có độ cao trung bình 139 mét trên mực nước biển.